# 戈里施
戈里施（德語：Gohrisch）是德国萨克森州的一个市镇，隶属于萨克森施韦茨-东厄尔士山县。总面积为34.87平方千米，截至2020年总人口为1806人。